# CMLL世界トリオ王座
CMLL世界トリオ王座は、CMLLが管理、認定している王座。

## 歴代王者
| 歴代   | タッグチーム | 戴冠回数 | 獲得日付       | 獲得場所               |
| ------ | --- | -------- | -------------- | ---------------------- |
| 初代   | ロス・インフェルナレス （エル・サタニコ & ピラタ・モルガン & MS1）                                                        | 1        | 1991年11月22日 | メキシコシティ         |
| 第2代  | ロス・イントカブレス （ハケ・マテ & マサクレ & ピエロー・ジュニア）                                                       | 1        | 1992年3月22日  | メキシコシティ         |
| 第3代  | ロス・インフェルナレス （エル・サタニコ & ピラタ・モルガン & MS1）                                                        | 2        | 1992年9月20日  | メキシコシティ         |
| 第4代  | ロス・ブラソス （ブラソ・デ・オロ & ブラソ・デ・プラタ & エル・ブラソ）                                                   | 1        | 1993年4月6日   | メキシコシティ         |
| 第5代  | ホワイト・ウェーブ （エル・イホ・デ・グラディアドール & エル・グラン・マルクス・ジュニア & ドクトル・ワグナー・ジュニア） | 1        | 1994年4月22日  | メキシコシティ         |
| 第6代  | ロス・チャカレス （サングレ・チカナ & エミリオ・チャレス・ジュニア & ベスティア・サルバヘ）                               | 1        | 1995年3月31日  | メキシコシティ         |
| 第7代  | ドス・カラス & ラ・フィエラ & エクトール・ガルサ                                                                          | 1        | 1996年3月22日  | メキシコシティ         |
| 第8代  | エル・サタニコ & エミリオ・チャレス・ジュニア & レイ・ブカネロ                                                            | 1        | 1997年3月21日  | メキシコシティ         |
| 第9代  | ラ・オラ・アズール （リスマルク & アトランティス & ミステル・ニエブラ）                                                   | 1        | 1997年4月29日  | メキシコシティ         |
| 第10代 | ロス・ラグネロス （ブルー・パンテル & ブラック・ウォリアー & ドクトル・ワグナー・ジュニア）                               | 1        | 1998年12月18日 | メキシコシティ         |
| 第11代 | ロス・ラグネロス （フエルサ・ゲレーラ & ブルー・パンテル & ドクトル・ワグナー・ジュニア）                                 | 1        | 2002年3月17日  | メキシコシティ         |
| 第12代 | ラ・オラ・アズール （アトランティス & ブラック・ウォリアー & ミステル・ニエブラ）                                         | 1        | 2002年6月16日  | メキシコシティ         |
| 第13代 | ウニベルソ・ドスミル & ドクトル・ワグナー・ジュニア & ブラック・タイガー（3代目）                                         | 1        | 2003年3月21日  | メキシコシティ         |
| 第14代 | カネック & ラヨ・デ・ハリスコ・ジュニア & ブラック・ウォリアー                                                            | 1        | 2004年7月9日   | メキシコシティ         |
| 第15代 | ラ・フリア・デル・ノルテ （エル・テリブレ & エクトール・ガルサ & タルサン・ボーイ）                                       | 1        | 2004年11月19日 | メキシコシティ         |
| 第16代 | ロス・ゲレーロス・デ・ラ・アトランティダ （アトランティス & タルサン・ボーイ & ウルティモ・ゲレーロ）                     | 1        | 2006年9月29日  | メキシコシティ         |
| 第17代 | エクトール・ガルサ & ミステル・アギラ & ペロ・アグアヨ・ジュニア                                                          | 1        | 2007年2月16日  | メキシコシティ         |
| 第18代 | エクトール・ガルサ & エル・イホ・デル・ファンタズマ & ラ・マスカラ                                                        | 1        | 2008年6月13日  | メキシコシティ         |
| 第19代 | ロス・ゲレーロス・デ・ラ・アトランティダ （ネグロ・カサス & アトランティス & ウルティモ・ゲレーロ）                       | 1        | 2008年8月5日   | メキシコシティ         |
| 第20代 | エクトール・ガルサ & エル・イホ・デル・ファンタスマ & ラ・マスカラ                                                        | 2        | 2009年1月18日  | ハリスコ州グアダラハラ |
| 第21代 | ラ・フィエブレ・アマリージャ （OKUMURA & 棚橋弘至 & タイチ）                                                              | 1        | 2010年5月7日   | メキシコシティ         |
| 第22代 | ラ・ジェネレーション・ドラダ （ラ・マスカラ & ラ・ソンブラ & マスカラ・ドラダ（初代））                                   | 1        | 2010年5月21日  | メキシコシティ         |
| 第23代 | ロス・イホス・デル・アベルノ （エフェスト & メフィスト & アベルノ）                                                       | 1        | 2011年7月15日  | メキシコシティ         |
| 第24代 | エル・ビュッフェ・デル・アモーレ （マルコ・コルレオーネ & マキシモ & ルーシュ）                                           | 1        | 2012年2月19日  | メキシコシティ         |
| 第25代 | ロス・エステタス・デル・アイレ （バリエンテ & マスカラ・ドラダ（初代） & ミスティコ（3代目））                            | 1        | 2013年6月13日  | メキシコシティ         |
| 第26代 | ロス・ゲレーロス・ラグネロス （エウフォリア & ウルティモ・ゲレーロ & 二エブラ・ロハ）                                     | 1        | 2014年3月28日  | メキシコシティ         |
| 第27代 | スカイ・チーム （バリエンテ & ボラドール・ジュニア & ミスティコ（3代目））                                                | 1        | 2015年2月13日  | メキシコシティ         |
| 第28代 | ロス・ゲレーロス・ラグネロス （エウフォリア & ウルティモ・ゲレーロ & グラン・ゲレーロ）                                   | 1        | 2018年7月1日   | メキシコシティ         |
| 第29代 | The Cl4n （チャーリー・ロックスター & ザイバー・ザ・メインマン & ザ・クリス）                                             | 1        | 2018年9月14日  | メキシコシティ         |
| 第30代 | ロス・ゲレーロス・ラグネロス （エウフォリア & ウルティモ・ゲレーロ & グラン・ゲレーロ）                                   | 2        | 2018年9月28日  | メキシコシティ         |
| 第31代 | ラ・ヌエバ・ヘネラシオン・ディナミタ （サンソン & クアトレロ & フォラステロ）                                             | 1        | 2021年3月26日  | メキシコシティ         |
| 第32代 | ロス・マルディートス （エル・サグラド & へメロ・ディアブロ1号 & へメロ・ディアブロ2号）                                   | 1        | 2022年3月16日  | メキシコシティ         |
| 第33代 | メフィスト & エウフォリア & エチセロ                                                                                      | 1        | 2022年9月30日  | メキシコシティ         |
| 第34代 | ボラドール・ジュニア & スター・ジュニア & アトランティス・ジュニア                                                        | 1        | 2023年6月2日   | メキシコシティ         |
| 第35代 | ロス・バルバロス （エル・テリブレ & ドラゴン・ロホ・ジュニア & バルバロ・カベルナリオ）                                   | 1        | 2024年2月5日   | プエブラ州プエブラ     |
| 第36代 | ネオン & スター・ジュニア & マスカラ・ドラダ（2代目）                                                                     | 1        | 2024年7月16日  | メキシコシティ         |
| 第37代 | ロス・インフェルナレス （メフィスト & エウフォリア & アベルノ）                                                           | 1        | 2024年9月27日  | メキシコシティ         |